# Thomas Alsgaard
Thomas Alsgaard,  född 10 januari 1972, är en norsk längdskidåkare. Han tillhörde världseliten från mitten av 1990-talet till början av 2000-talet. Alsgaard har vunnit fem olympiska guld och sex VM-guld, dessutom har han ytterligare fyra mästerskapsmedaljer. Han vann världscupen i längdåkning för herrar säsongen 1997/1998, där han under samma säsong även vann herrarnas sprintvärldscup.  
Efter VM i Val di Fiemme 2003 valde Alsgaard att avsluta karriären, men gjorde comeback år 2007 och satsar nu i första hand på långlopp och är teamleader för det norska skidteamet Team United Bakeries. Han är också expertkommentator för norsk TV.

## Tränare för svenska landslaget
När Inge Bråten inför säsongen 2005/2006 blev tränare för det svenska längdåkningslandslaget tog han med sig Alsgaard som assisterande tränare. Tillsammans tränade de svenska landslaget under OS i Turin. I samband med Tour de Ski 2007 valde Thomas Alsgaard plötsligt att lämna uppdraget som assisterande tränare för det svenska landslaget.